# Mikropoświadczenia
Mikropoświadczenia (ang. micro-credentials, microcredentials) – są dokumentami stanowiącymi dowody osiągnięcia umiejętności przy niewielkim nakładzie pracy w określonym obszarze. Umiejętności weryfikowane są na podstawie przejrzystych kryteriów przez instytucję stosującą ustalone standardy zapewniania jakości. Mikropoświadczenie jest własnością osoby uczącej się i może występować samodzielnie lub być łączone w większe poświadczenia. Mikropoświadczenia mogą być gromadzone i udostępniane, np. w formie cyfrowej. Stosowanie mikropoświadczeń jest odpowiedzią na zmieniające się sposoby kształcenia i potrzeby rynku pracy.
Umiejętności, które można potwierdzać za pomocą mikropoświadczeń, nie muszą być zdobywane w drodze edukacji formalnej, lecz w najróżniejszych okolicznościach, również w ramach samodzielnego uczenia się, a także podczas różnego rodzaju kursów czy szkoleń. Mikropoświadczenia są wydawane przez szkoły, uczelnie, instytucje edukacyjne, organizacje pozarządowe, związki i kluby sportowe czy firmy na podstawie przejrzystych kryteriów.
Rada Unii Europejskiej opracowała zalecenie dotyczące podejścia do mikropoświadczeń, zgodnie z którym są one uznawane za innowacyjne narzędzie wspierające uczenie się przez całe życie (lifelong learning) oraz rozwój zawodowy. Zgodnie z zawartą w tym dokumencie definicją mikropoświadczenia:
- są opisem efektów uczenia się, które osoba ucząca się uzyskała przy niewielkim nakładzie uczenia się,
- są przyznawane na podstawie przejrzystych i jasno określonych kryteriów,
- dotyczą zdobytych przez osobę uczącą się konkretnych obszarów wiedzy, umiejętności i kompetencji, które odpowiadają na potrzeby społeczne, osobiste, kulturowe lub na potrzeby rynku pracy,
- są własnością osoby uczącej się i mogą być przez nią udostępniane lub przenoszone,
- mogą występować samodzielnie lub być łączone w większe poświadczenia,
- podlegają zapewnieniu jakości według uzgodnionych standardów w stosownym sektorze lub obszarze działalności.

Natomiast UNESCO proponuje definiować mikropoświadczenia jako „zapis skoncentrowanych osiągnięć w uczeniu się, weryfikujących to, co uczący się wie, rozumie lub potrafi zrobić”.
W Polsce nad upowszechnianiem mikropoświadczeń pracuje między innymi Instytut Badań Edukacyjnych, w którym realizowany jest projekt “Mikropoświadczenia – pilotaż nowego rozwiązania wspierającego uczenie się przez całe życie”. Powstaje również pierwsza polska aplikacja do wydawania i zbierania cyfrowych mikropoświadczeń – Odznaka+. Ministerstwo Edukacji Narodowej powołało wcześniej Zespół doradczy ds. mikropoświadczeń badający m.in. jakie mikropoświadczenia już funkcjonują, ich uwarunkowania formalno-prawne oraz gotowość instytucji szkolnictwa wyższego i nauki do stosowania odznak cyfrowych lub innych form cyfrowych poświadczeń.